# Plakodonty
Plakodonty (Placodontia, czyli płyto- lub płaskozębne) – rząd triasowych gadów morskich prawdopodobnie z rzędu Sauropterygia – płetwojaszczurów, jednak ich systematyka jest niejasna. Skamieniałości plakodontów znajdowano na terenie Europy.
Miały krępe ciała spłaszczone od brzusznej strony, pokryte nieregularnie rozmieszczonymi płytkami kostnymi, które u niektórych rodzajów tworzyły bardziej zwarty pancerz. Szyja krótka, ogon długi i gruby, bocznie spłaszczony. Mierzyły do 2,5 m długości. Oko ciemieniowe miały dobrze wykształcone. 
Wyspecjalizowały się w zbieraniu ze skał mięczaków i skorupiaków za pomocą mocnych płaskich zębów, którymi miażdżyły muszle ramienionogów i małżów czy też pancerze skorupiaków by wyjadać ich miękkie części. Niektóre miały zaokrąglone pyski z zębami wysuniętymi do przodu (Placodus), a inne z dobrze wykształconym pancerzem były bezzębne z wyciągniętymi ryjkami służącymi do wyszukiwania miękkich zwierząt zagrzebanych w mule dennym (Placochelys). 
Ciekawy wygląd miał bezzębny, opancerzony Henodus z późnego triasu, osiągający około 1 m długości, którego głowa była prostokątna, a krótkie ciało zamknięte pancerzem podobnym do pancerza żółwi.
Zamieszkiwały płytkie morza obfitujące w skorupiaki i głowonogi, którymi się żywiły.  

## Klasyfikacja
- RZĄD PLACODONTIA
  - Rodzaj Saurosphargis[1]
  - Rodzina Paraplacodontidae
    - Rodzaj Paraplacodus

  - Rodzina Placodontidae
    - Rodzaj Placodus

  - Nadrodzina Cyamodontoidea
    - Rodzina Henodontidae
      - Rodzaj Henodus

    - Rodzina Cyamodontidae
      - Rodzaj Cyamodus
      - Rodzaj Protenodontosaurus

    - Rodzina Placochelyidae
      - Rodzaj Placochelys
      - Rodzaj Psephoderma